# Alternative Information Center
Das Alternative Information Center (AIC) ist eine israelisch-palästinensische Nichtregierungsorganisation mit Sitz in Westjerusalem und Bait Sahur, die für die Rechte der Palästinenser eintritt.

## Eigendarstellung
Das Alternative Information Center (AIC) sieht sich als „ein gemeinsames israelisch-palästinensisches Ressourcenzentrum, das lokalen und internationalen sozialen Bewegungen und Aktivisten dient. Die AIC verbreitet Informationen und unterstützt Maßnahmen zur Bewältigung sozialer, politischer, kultureller und wirtschaftlicher Probleme in palästinensischen und israelischen Gesellschaften.“

## Arbeitsweise
Das AIC veröffentlicht Publikationen zu Geschehnissen in Israel und den besetzten palästinensischen Gebieten.
Zu den Aktivitäten des AIC gehört die Förderung der BDS-Kampagne.

## Geschichte
Das AIC wurde 1984 von israelischen und palästinensischen Graswurzel-Aktivisten gegründet.